# Профилакторий СААЗ
Профилакторий СААЗ — деревня в Смоленском районе Смоленской области России. Входит в состав Стабенского сельского поселения.
Расположена в западной части области в 4 км к северу от Смоленска, в 1 км севернее автодороги М1 «Беларусь». В 9 км южнее деревни расположена железнодорожная станция Смоленск на линии Москва — Минск.